# Байсонкур

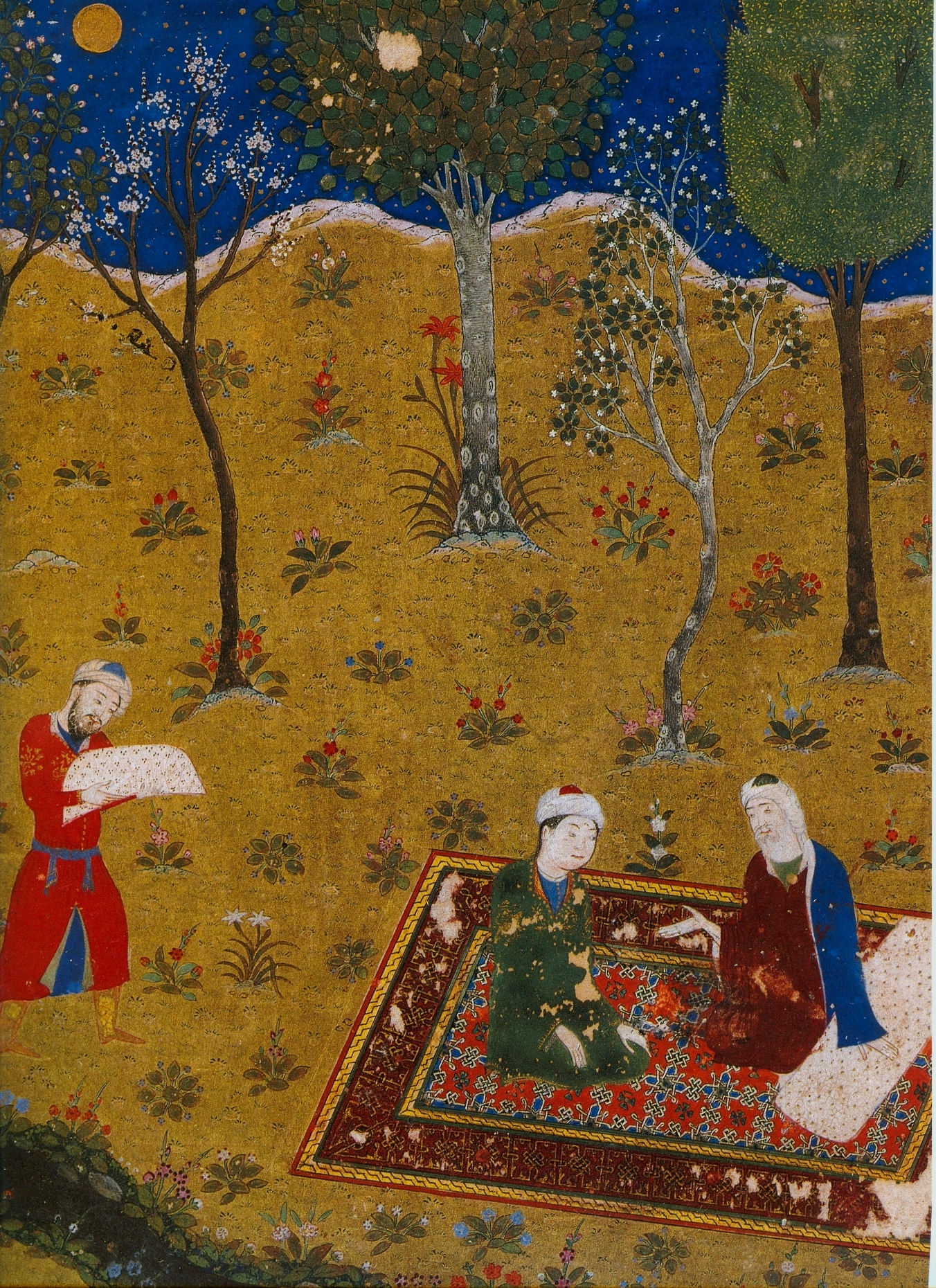
Поет Сааді розмовляє з молодим другом в нічному саду. «Гулістан» Сааді. Герат, 1427 р Бібліотека Честер Бітті, Дублін. «Гулістан» Сааді був першим ілюстрованим манускриптом, який вийшов з майстерні Байсонкура. У ньому всього 8 мініатюр.

Гіяс ад-Дін Байсонкур ібн Шахрух (також Султан Байсонкур Бахадор Хан, Байсонгур-мірза; 16 вересня 1397, Герат, — 20 грудня 1433, палац Баге-Сафід під Гератом) — принц з династії тимуридів, державний діяч і покровитель мистецтв.

## Біографія
Байсонкур народився 16 вересня 1397 року в Гераті. Його дідом був відомий Тамерлан, батьком — Шахрух, четвертий син Тимура та правитель Хорасана, а матір'ю — найвидатніша з дружин Шахруха Гаухаршад бегім.
У 1405 році Тимур помер, за заповітом залишивши свою імперію своєму онукові Пір-Мухаммедові, але той не мав підтримки в армії, через що почалася смута, яку зміг придушити тільки батько Байсонкура Шахрух. Своєю столицею Шахрух призначив Герат, а трьох з чотирьох (Улугбека, Ібрахім-султана и Суйургатмиша) синів призначив правителями різних областей. Байсонкур залишився у Гераті разом з батьком, тому що був малим за віком.
Байсонкур відігравав важливу роль в управлінні імперією Тимуридів. У сімнадцять років він був призначений генерал-губернатором (валі) Туса, Нішапура та Астрабада, у 1414 році правив як регент з Герата, коли Шахрух був відсутній. У 1416—1417 роках служив у ролі «амір-е-диван», тобто очолював Вищу державну раду. Дещо пізніше в 1420 році він брав участь у кампанії проти племінного об'єднання Кара-Коюнлу на північному заході Ірану, взяв Тебріз і був призначений «валі» (генерал-губернатором) цього міста, проте згодом повернувся в Герат. У 1427 році Байсонкур взяв участь в поході проти узбецького хана Борака, після того як той завдав поразки його брату Улугбеку, що правив в Мавераннахрі. Після того, як Борак був розбитий, батько відправив Байсонкура в Герат. У 1429 році Байсонкур-мірза знову брав участь в поході проти Кара-Коюнлу.
І хоча офіційно Байсонкур не був названий спадкоємцем, де-факто він був кронпринцом.
Більшу частину часу Байсонкур знаходився у Гераті, тільки зрідка відвідуючи свій маєток, який був наданий йому у феод, у східному Ірані у районі Мешхеду, очевидно, ці поїздки були заради весняного полювання. Проте деякі з цих поїздок були завданнями, ініційованими Шахрухом, як, наприклад, поїздка від 23 жовтня 1431, коли Байсонкур супроводжував до зимового табору еміра Аладдіна Аліка Кукулташа у його поході на Астрабад.
Відданість батькам — це лише одна з причин постійного повернення Байсонкура у Герат. Друга причина — власне місто, його культурне життя, створене саме завдяки батькам, і поза яким Байсонкур не міг довго знаходитись. Ніде більше не міг він так добре розвивати свої численні художні та інтелектуальні інтереси. Він прекрасно володів арабською і перською мовами, а також рідною східно-тюркською, захоплювався поезією, і хоча, згідно з історичними повідомленнями, дуже мало писав сам, кілька його віршів збереглося.
Він листувався зі своїми братами — Улугбеком, який правив в Самарканді, і Ібрагімом, який правив в Ширазі, обговорюючи в листах тонкощі поезії і висловлюючись про творчість Аміра Хосрова Дехлеві і Нізамі Гянджеві, який особливо подобався Улугбеку. Сам Байсонкур протегував придворним поетам і був шанувальником творчості Аміра Хосрова Дехлеві, займався збиранням його віршів, сподіваючись зібрати в своїй бібліотеці всі його твори, але так і не зміг цього зробити. Збереглися свідчення, що він написав нову передмову до «Шахнаме» Фірдоусі, яке переписувалося в його кітабхане, однак Мухаммад Казвін стверджує, що це повідомлення, швидше за все, помилкове.
Любов Тимуридів до чудової архітектури і образотворчого мистецтва можна пояснити двома міркуваннями: по-перше, це підвищення престижу правителів за рахунок перетворення їх міст на культурні центри, по-друге, спадщина Тимура, який вивозив з підкорених міст архітекторів, художників, майстрів, учених і поетів до Центральної Азії і змушував їх працювати у регіоні, в основному в його столиці Самарканді. Таким чином правитель міг прославитися більше, ніж завдяки власним талантам.
Проте у випадку з Байсонкуром все не так просто. Він мав чудові здібності якщо не в поезії, то у візуальних мистецтвах і музиці — так точно. Так, Байсонкур був великим шанувальником каліграфії\ і у вільний час із задоволенням віддавався цьому заняттю. Згідно з повідомленням відомого знавця перської культури І. Щукіна, Байсонкур прекрасно володів шістьма різними стилями каліграфії (тобто всіма почерковими стилями класичної «шістки»: мухаккак, сулюс, насх, тауки, ріка і райхан). Зберігся створений ним каліграфічний напис на мечеті в Мешхеді (Мечеть Гаухаршад), яка будувалася за розпорядженням його матері Гаухаршад Бегум. Напис було зроблено рукою Байсонкура, а потім перенесений на кахлі. Існує точка зору, що знаменитий Коран Байсонкура (завершений в 1433 р), від якого збереглося лише кілька листів, був переписаний ним самим. Після захоплення Тебріза в 1420 році Байсонкур вивіз звідти кілька майстрів книжкової справи, зокрема, знаменитого каліграфа, майстра стилю насталік Мавлана Джафара Алі Табриза, який очолив кітабхане Байсонкура.
Байсонкур також протегував тимуридській історіографії. В його часи вже не було істориків, які мали настільки високий статусом, як Рашид-ад-Дін або Джувейні, які писали свої праці під час правління ільханів, проте при дворі тимуридів працював Хафіз-і Абру (пом. в 1430), який писав хроніку Маджму ат-Таваре (Збори літописів), яка була хронологічним продовженням «Джамі ат-Таваре» Рашид ад-Діна. У 1426-7 роках він склав її четверту частину, яку присвятив Байсонкуру (Зобдат-ат-Таваре-е Байсонкурі — «Вершки літописів Байсонкура»). Книга складається з двох розділів, в одному з яких описується історія Тимура, в іншому історія правління Шахруха.
Байсонкур помер у 1433 році, проживши всього 36 років, і був похований в гробниці закритого кладовища при медресе, побудованому його матір'ю Гаухаршад в Гераті (це медресе було знесено в 1885 році). Байсонкур вів розгульне життя, сповнене алкогольних надмірностей (О. Ф. Акімушкін пише, що він «страждав хронічним алкоголізмом і помер від запою в своїй гератській резиденції Баг-і Сафід»), проте смерть мірзи була сприйнята художниками і літераторами його кітабхане як особиста втрата. Деякі з них належали до кола близьких друзів принца, вони склали посмертну збірку скорботних елегій, яка відома як «Байсонкур-наме» (зберігається в Бібліотеці Міллі, Тебріз).

## Кітабхане Байсонкура

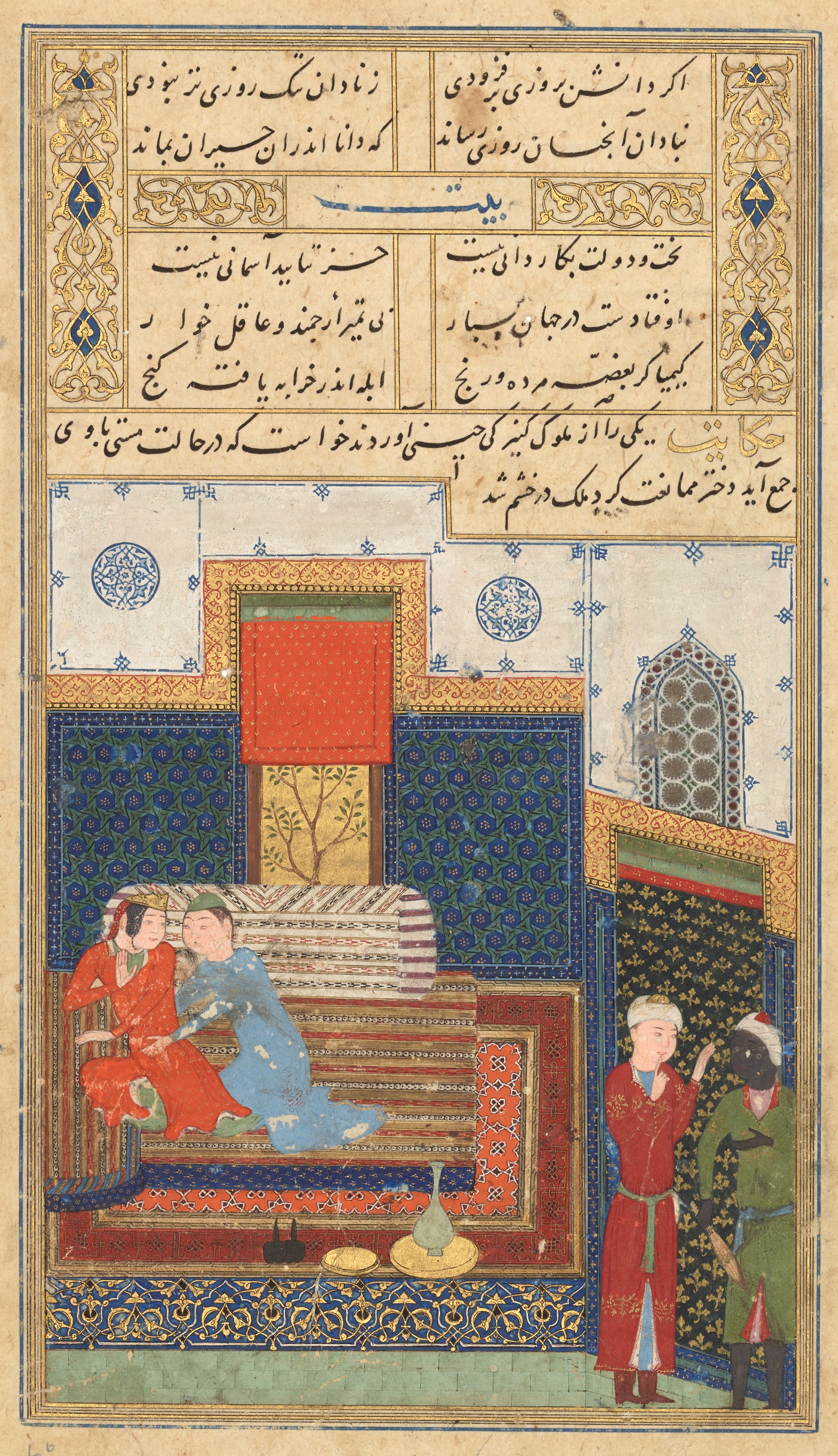
П'яний принц пристає до китайської служниці. «Гулістан» Сааді. Герат, 1427 р Бібліотека Честер Бітті, Дублін.

Ще до того, як Байсонкур розвинув свою бурхливу діяльність на ниві культури, в Гераті існувала кітабхане, створена його батьком Шахрухом. З її стін вийшло кілька манускриптів, зокрема історична праця Хафіз-і Абру «Маджму ат-Таваре». Однак згідно з сучасними даними, майстерня з найширшим набором майстрів різних спеціальностей була створена ще самим Тимуром для виробництва різноманітних художніх робіт по всій імперії, тому, швидше за все, Шахруху кітабхане дісталася, так би мовити, у спадок. Шахрух заохочував захоплення Байсонкура, допомагаючи йому збирати кращих майстрів з усіх районів Ірану.
Так, у документах про діяльність цієї майстерні повідомляється про завершення будівництва входу в Сурат-хані, тобто картинну галерею. Очевидно, що Сурат-хані була приміщенням, де зберігалися картини, написані на шовку або папері, і були доступні для огляду. Незважаючи на згубну пристрасть до вина, яке послужило причиною його ранньої смерті в 36 років, Байсонкур зміг надихнути своїх художників на досягнення нових висот в ілюструванні таких популярних і добре відомих творів як «Калила і Димна», «Шахнаме» Фірдоусі і «Гулістан» Сааді.
Від тієї епохи дійшов унікальний документ, що зберігається в Стамбулі, в якому голова кітабхане, каліграф Джафар Алі Табриза звітує перед Байсонкуром про хід робіт над двадцятьма двома різними проектами від книжкової мініатюри до архітектури. У документі згадуються імена двадцяти п'яти співробітників кітабхане — художників, каліграфів, палітурників і т. Д. З ім'ям Байсонкура пов'язано більше двадцяти ілюстрованих манускриптів і безліч мініатюр на окремих аркушах. У цьому значному списку найбільш чудовими творами є ілюстрації до «Калила і Димна» (1429 г.), і до так зв. «Шахнаме Байсонкура» (1430). Ці чудові мініатюри вважаються зразком класичної перської живопису, а кітабхане Байсонкура в Гераті іноді називають Художньої Академією.
Після смерті Байсонкура його майстерня не зникла, хоча, можливо, деякі художники виїхали в Фарс, Азербайджан або навіть до Індії. 1436 роком датується книга «Міраджнаме» (історія містичних подорожей пророка Мухаммеда), випущена майстерні в Гераті. У ній 61 мініатюра, а текст написаний арабською та уйгурською мовами. У 1450 році в гератській майстерні був створений ще один список «Шахнаме» для третього сина Шахруха Мухаммеда Джукі. Його мініатюри близькі за манерою до творів, створених у 1430-х роках для Байсонкура.
У першій половині XV століття осібно стоїть творчість художника, відомого як Мухаммад Сіях Калам (Мухаммед — Чорний Калам), який в своїх малюнках зображав дервішів, шаманів, демонів і кочівників — тематика, що випадає з традиційного русла перської живопису. І за сюжетами і за манерою цей художник був ближче середньоазіатської і китайської традиції, ніж перської. Більшість його малюнків зберігається в Стамбулі, в Топкапи Сарай. Китайський вплив на тимурідське мистецтво першої половини століття було всепроникаючим, особливо в частині запозичення орнаментів, якими прикрашали буквально всі предмети. Тимурідське царство пов'язувала з Китаєм інтенсивна торгівля, і товари з нескінченно винахідливими орнаментами в достатку надходили на місцеві ринки. Привозився і китайський живопис на шовку, особливо в популярному жанрі «квіти-птахи»; деякі перські художники копіювали ці твори.
Згідно з повідомленням молодшого сучасника Байсонкура історика Абд аль-Раззака Исхака аль-Самарканд (1413—1482) поряд з «майстрами книги» (каліграфами, ілюмінаторами, мініатюристами, палітурниками і т. д.) В майстерні працювали ювеліри (заргаран), столяри (надджар), майстри інкрустації (хатамбандан) і мозаїки (кашітарашан), майстри різьблення, гравіювання і інших робіт по металу (Хаддад). Так що коло робіт, що вироблялися в майстерні, дійсно було досить широким.
Однією з особливостей кітабхане була присутність в творчості її майстрів елементів далекосхідної культури, яке ймовірно було наслідком обміну посольствами з Китаєм. Відомо, що гератські художники іноді здійснювали дипломатичні місії в Пекін; один з них, Гіят ад-Дін Наккаш, якого Байсонкур відправив до Китаю, повернувся в Герат і склав звіт, який згодом Хафіз-і Абру включив в свою історичну працю. Однак основний творчий імпульс живописці байсонкуровскої майстерні отримали від мініатюристів Ахмеда Джалаіри, які працювали в його багдадській кітабхане. Про це свідчать витончені фігури персонажів і загальний ліричний настрій живопису майстрів Байсонкура.
Дослідники вважають, що чудовий стиль мініатюр байсонкурівської кітабхане виник не раніше 1425 року. Однак точкою відліку діяльності майстерні прийнято вважати, щонайменше, 1420 рік, коли Байсонкур привіз з Тебріза прекрасних майстрів, серед яких були художники — Дуст Мухаммад аль-Хатіб, Ходжа Алі Мусаввір і палітурник Устад Кавама ад-Дін Муджаллід Табриз, який, згідно Дуст Мухаммаду, винайшов спосіб прикраси палітурки рельєфами.
Кітабхане Байсонкура згадують у своїх працях кілька істориків. Деякі перераховують відомих їм каліграфів і художників, які працювали там. Турецький історик і біограф Челебі Ефенді, який написав в 1587 році «Манакіб -і Хунарваран» (Життєписи людей мистецтва), називає 25 імен майстрів, які працювали в кітабхане Байсонкура, проте багатьох з них приводить помилково. За іншими відомостями до складу кітабхане Байсонкура входило не менше сорока осіб, серед яких були позолотники, ювеліри, музиканти, поети, каліграфи, художники, містики, різьбярі по кістці і співаки, причому деякі з них поєднували кілька різних спеціальностей.
Більш точні відомості містяться в документі, виявленому в 1948 році в Музеї Топкапи Сарай в Стамбулі. Він являє собою якийсь офіційний звіт, складений керуючим кітабхане Байсонкура (практично стовідсотково це був Камаладдін Джафар Алі Байсонкурі Табриз). Автор звіту перераховує такий склад майстерні:
- 1. П'ять каліграфів: Мавлана Шамс, Мавлана Кутб, Мавлана Саад аль-Дін, Мавлана Мухаммад-і Мутаххар і автор звіту (ардадашт).
- 2. Два художника: Амір Халіл і Ходжа Гіят-ад-Дін Наккаш.
- 3. Тринадцять ілюмінаторів і декораторів рукописів (наккаш, мудхаххіб, джадолкаш): Мавлана Алі, Мавлана Шихаб, Махмуд, Ходжа Ата, Хаджі, Хатаї, Абд аль-Салам, Устад Сайф ад-Дін, Ходжа Світ Хасан, Світ Шамс ал-Дін, Мавлана Шамс, Устад Даулат-ходжа, Ходжа Атай Джадолкаш.
- 4. Три палітурника (муджаллід): Мавлана Кавама ал-Дін, Хаджі Махмуд і Ходжа Махмуд.
- 5. Два художника-фахівця по візерунках (Тарра): Ходжа Абд ал-Рахім і Мир Даулат'яр. Ці художники винаходили візерунки, якими згодом покривалися найрізноманітніші матеріали: шкіри, тканини, килими, фаянс, кахлі і т. д.

Автор звіту також перераховує 9 манускриптів, що знаходяться в процесі виготовлення, серед них «Гулістан» Сааді, два варіанти «Шахнаме» Фірдоусі, «Диван» Хаджу Кермані та інші рукописи. З усієї багатої бібліотеки Байсонкура до наших днів дійшло лише 19 манускриптів. Цікаво, що 17 з них були виготовлені в його кітабхане, причому 5 з цих сімнадцяти згадуються в звіті керівника кітабхане:
- 1. «Гулістан» (Рожевий сад) Сааді (1427 р.; нині зберігається в бібліотеці Честер Бітті, Дублін)
- 2. «Шахнаме» Фірдоусі (1430 р.; Бібліотека палацу Гулістан, Тегеран)
- 3. «Таріх-і Табарі» (Історія Табарі) Баламі (1430 р.; РНБ, Санкт-Петербург)
- 4. «Таріх-і Джахангуша» (Історія завойовника світу) Джувейни (1430 р.; РНБ, Санкт-Петербург)
- 5. «Шахнаме» Фірдоусі (травень 1430 р.; Бібліотека Малік, Тегеран).

Після смерті Байсонкура майстерня перейшла у володіння до його старшого сина Ала ад-Даула. Після того, як в 1447 році помер Шахрух, Улугбек забрав частину художників до себе в Самарканд, де вони намагалися продовжити творчий стиль, характерний для кращих робіт в Гераті. Однак після смерті Улугбека 1449 року майстерня остаточно зникла.
Художники кітабхане Байсонкура були безпосередніми попередниками Бехзада, які підготували чудовий ґрунт для нового розквіту гератської школи мініатюри в другій половині XV століття, а байсонкурівскі каліграфи поклали початок чудової хорасанської каліграфічної традиції.

## «Шахнаме» Байсонкура

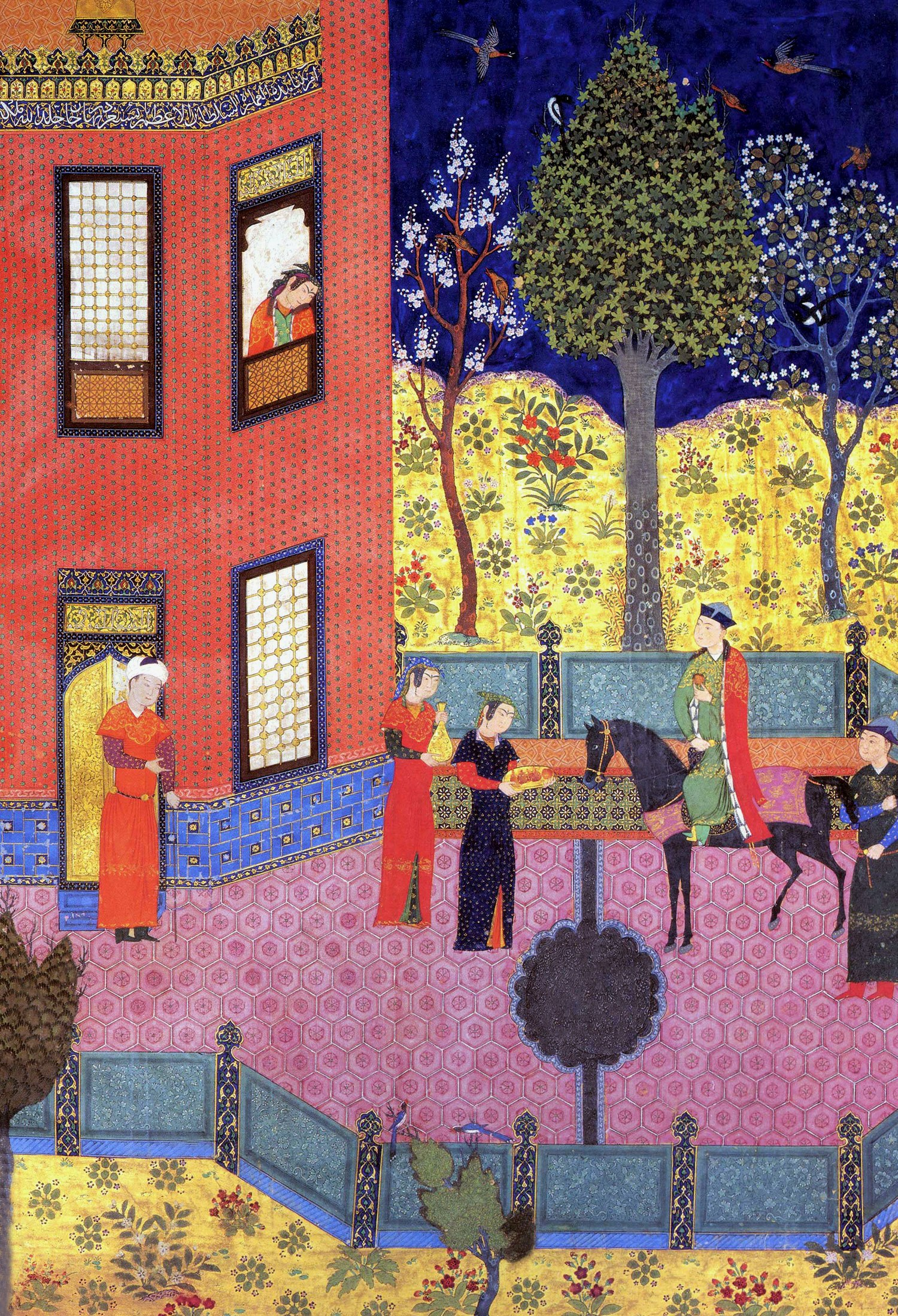
Гульнар побачила Ардашира і відразу закохалася. «Шахнаме» Байсонкура. Герат, 1430 р Бібліотека палацу Гулістан, Тегеран.

Найбільш блискучими визнані мініатюри до трьох манускриптів, створеним в майстерні Байсонкура: «Гулістан» Сааді (Бібліотека Честер Бітті, Дублін), «Калила і Димна» (Бібліотека Топкапи Сарай, Стамбул), і «Шахнаме» Фірдоусі (Бібліотека Палацу Гулістан, Тегеран), однак з усіх трьох мініатюри до «Шахнаме» виділяються особливою витонченістю і багатством.
Манускрипт Шахнаме з бібліотеки палацу Гулістан був замовлений Байсонкуром в 1426 році і завершений його художниками 30 січня 1430 року. Його розміри 38×26 см, в ньому 346 сторінок і 21 мініатюра. Текст написав почерком насталік каліграф Мавлана Джафар Байсонкурі (Джафар Алі Табриза), який служив головою кітабхане Байсонкура. Мініатюри цілком ймовірно виконали художники Мулла Алі і Амір Халіл, а палітурку — Мавлана Кіям ад-Дін. За якістю роботи, золочення, майстерності мініатюр, прекрасної каліграфії та розкішної палітурки Шахнаме Байсонкура поступається тільки прославленому примірнику «Шахнаме» Тахмаспа, відомому як «Шахнаме Хаутон» (створений в 1525-35 роках). Факсимільне видання книги було виконано в 1971 році на честь 2500-річчя заснування іранської монархії.
У передмові до манускрипту повідомляється, що цей екземпляр не був скопійований з одного рукопису Шахнаме, але його текст складений з кількох різних варіантів творів Фірдоусі, що дозволило створити найбільший звід епосу Шахнаме (більш ніж 58 000 віршів — на кожному аркуші по 6 колонок в 31 рядок). У передмові повідомляються також деякі факти про епос і його автора, але, на жаль, частина цих фактів не відповідає дійсності. Незважаючи на це, байсонкурівський варіант Шахнаме став зразком для наслідування і копіювання.
Цінність манускрипту полягає не тільки в його великому тексті, але і в чудових ілюстраціях. Художники Байсонкура використовують багату кольорову гаму — відтінки червоного, зеленого, чорну, білу, коричневу і золоту фарбу, охру, а також кілька відтінків синього пігменту. Мініатюри містять досить точні зображення різних тварин, інтер'єрів палаців, елементів їх прикрас і кахлів, а також архітектурних споруд, розташованих у вигаданому природному оточенні. Мініатюрам притаманні композиційна ясність, точність малюнка і складні, часто несподівані колірні поєднання.
«Шахнаме» Байсонкура є не просто найціннішим культурним артефактом. Багатство і вишуканість цього манускрипту свідчать про те, якою мірою і з яким захопленням тюрки-тимуриди прагнули вписатися в традиційний перський культурний контекст.
У той час як значення Байсонора в історії мистецтва вже не підлягає сумніву, його роль в перській літературі очікує адекватного вивчення і оцінки. Він, безумовно, був важливим і, можливо, найважливішим представником тюрко-перського культурного синтезу в Центральній і Західній Азії в епоху Тимуридів.

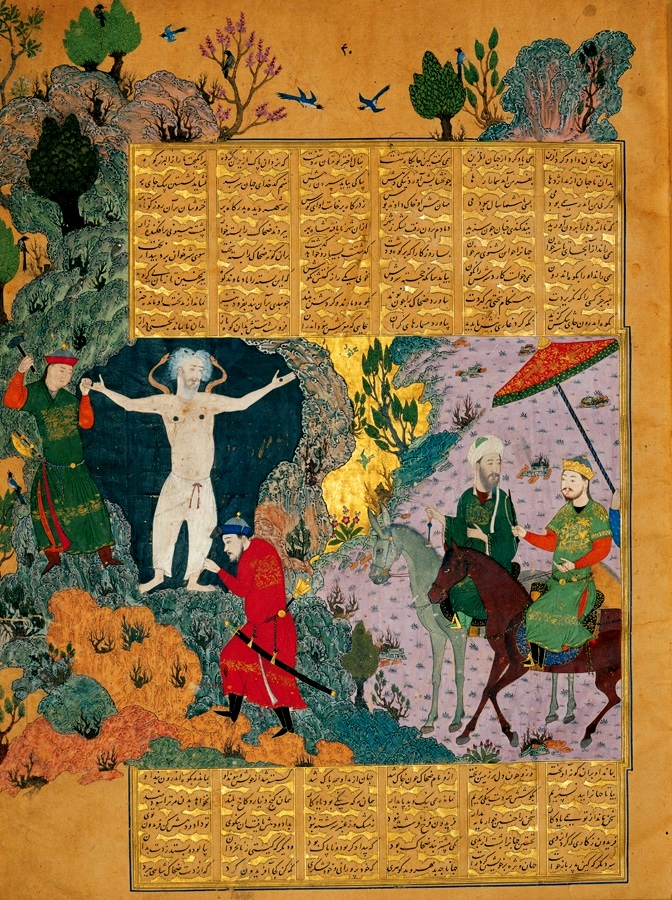
Тиран Заххак, прикутий до гори Дамаванд. «Шахнаме» Байсонкура. Герат, 1430 р Бібліотека палацу Гулістан, Тегеран
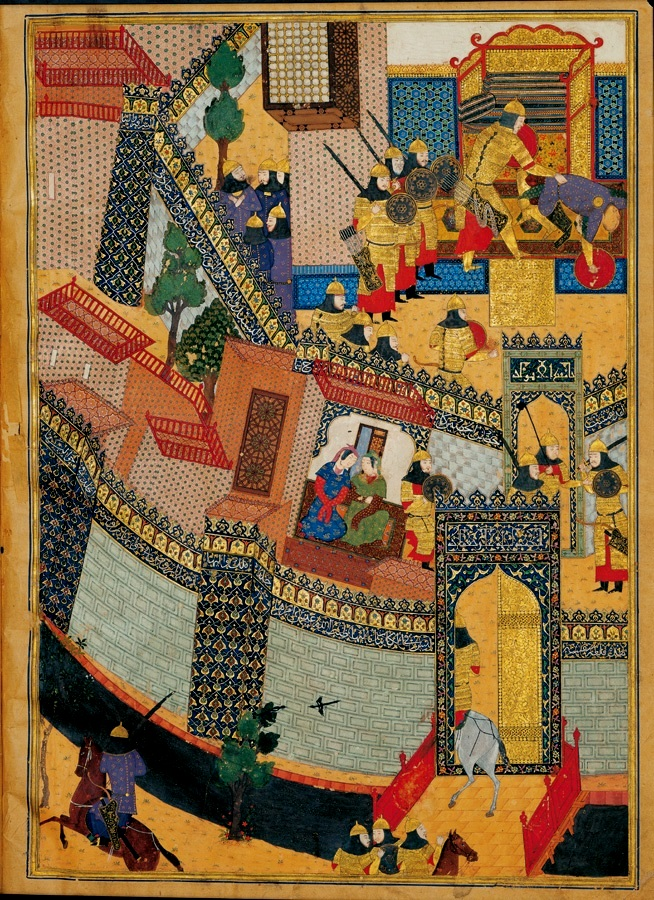
Ісфандіара вбиває Арджаспа в його палаці. «Шахнаме» Байсонкура. Герат, 1430 р Бібліотека палацу Гулістан, Тегеран
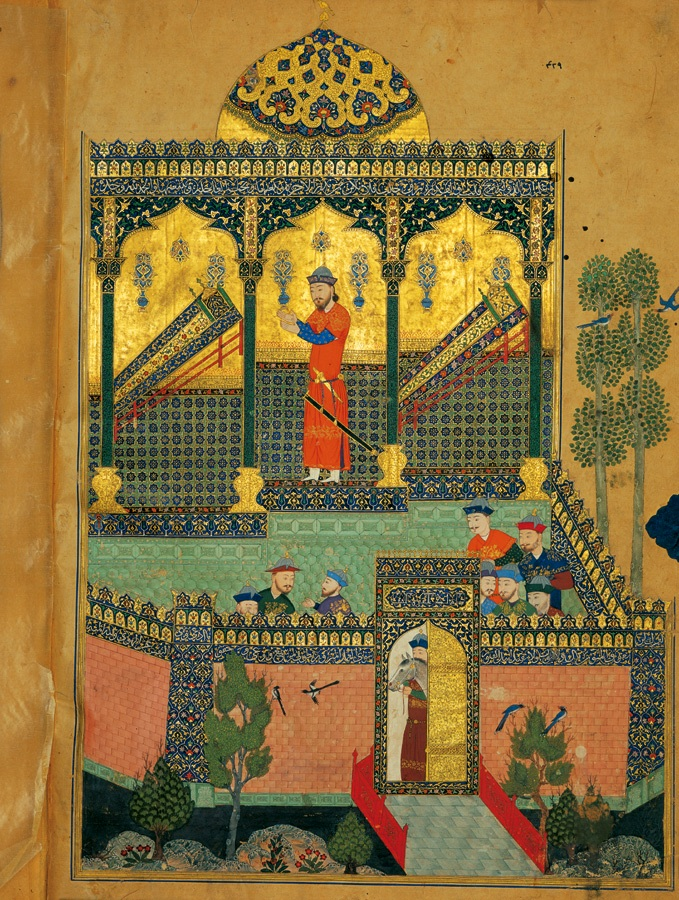
Фарамарз сумує по Рустаму і заварити. «Шахнаме» Байсонкура. Герат, 1430 р Бібліотека палацу Гулістан, Тегеран
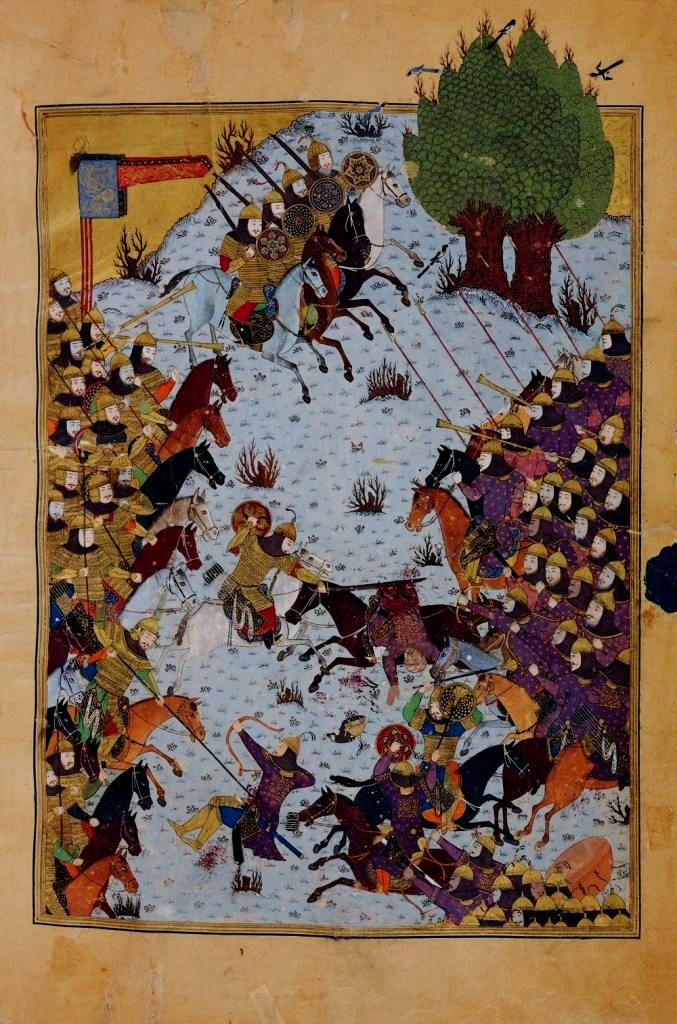
Кей Хосров вбиває Ейлу. «Шахнаме» Байсонкура. Герат, 1430 р. Бібліотека палацу Гулістан, Тегеран